# Karol: Un hombre que se hizo Papa
Karol: Un hombre que se hizo Papa (pl: Karol - Człowiek, który został Papieżem, it: Karol, un uomo diventato Papa) es una película del año 2005 dirigida por Giacomo Battiato, y creada en Polonia-Italia-Francia-Alemania y Canadá. Creada originalmente como una miniserie de dos capítulos para la televisión, en Polonia fue estrenada en salas comerciales. En abril de 2014 con motivo de la canonización de Juan Pablo II fue reestrenada.

## Argumento
Karol era un niño de 10 años que quería cumplir sus sueños pero poco a poco todos se van haciendo pedazos. Su madre y su hermano mueren, años más tarde llega la Segunda Guerra Mundial con la invasión a Polonia y la persecución de los judíos. Al final se dedica al sacerdocio y llega a ser el que conocemos hoy, Juan Pablo II.
Su secuela Karol: El Papa, El Hombre, muestra a Juan Pablo II durante su pontificado.

## Elenco
- Piotr Adamczyk - Karol Wojtyła
- Małgorzata Bela - carla
- Raoul Bova - Padre Tomasz Zaleski
- Matt Craven - Hans Frank
- Ken Duken - Adam Zieliński
- Ennio Fantastichini - Nowak
- Olgierd Łukaszewicz - Padre de Karol
- Lech Mackiewicz - Stefan Wyszyński
- Radosław Pazura - Paweł
- Violante Placido - Maria Pomorska
- Grażyna Szapołowska - Brigitte Frank
- Piotr Różański - Jan Tyranowski